# Beach Towel
Beach Towel, född 26 april 1987, död 21 mars 2009, var en amerikansk standardhäst som tävlade i passgångslopp. Han är mest känd för att ha segrat i Triple Crown-loppet Little Brown Jug (1990), samt att ha blivit utsedd till American Harness Horse of the Year (1990).

## Bakgrund
Beach Towel var en brun hingst efter French Chef och under Sunburn (efter Armbro Nesbit). Han tränades och kördes av Ray Remmen. Han ägdes av Uptown Stables (Seth Rosenfeld). Han köpes som åring för 22000 dollar av Seth Rosenfeld.

## Karriär
Beach Towel tävlade mellan 1989 och 1990, och sprang in totalt 2 091 860 dollar på 23 starter, varav 18 segrar. Han tog karriärens största seger i Little Brown Jug (1990). Han segrade även i Breeders Crown 3YO Colt & Gelding Pace (1990), Meadowlands Pace (1990) och Prix d'Été (1990).
Han blev utsedd till American Harness Horse of the Year (1990).

## Som avelshingst
Beach Towel var även framgångsrik som avelshingst, och blev far till bland annat Jenna's Beach Boy, som ett tag hade den absolut snabbaste tiden över en mile. Han var även morfar till Somebeachsomewhere, som blev American Harness Horse of the Year 2008.
2007 pensionerades Beach Towel vid Woodlands Stud på Nya Zeeland. Han avled den 21 mars 2009 till följd av en kolikattack.
Han valdes in i Harness Racing Hall of Fame 2005.